# 김양호부부 정효각
김양호부부 정효각은 충청북도 청주시 서원구에 있다. 2015년 4월 17일 청주시의 향토유적 제55호로 지정되었다.

## 개요
1889년 경주김씨 김양호와 그의 처 진주강씨의 효행을 기리기 위해 세운 정려각이다.